# 超高サイクル疲労
超高サイクル疲労（ちょうこうサイクルひろう、英: very high cycle fatigue）とは、負荷の繰返し数が 107（一千万）回を超えるような長寿命領域で疲労破壊する現象である。超長寿命疲労、ギガサイクル疲労（英: gigacycle fatigue）といった名でも知られる。このような超長寿命領域では、従来は疲労限度以下と考えられていたような応力でも疲労破壊に致ることがあり、現実の使用年数でも 108（一億）回を超えるような繰返し負荷が受ける機械・構造物が存在することなどを背景に、近年の疲労研究で関心が高まっている。
超高サイクル疲労の特徴や機構は材料によって異なるが、高強度鋼などでは材料内部からき裂進展で破壊する形態で起こるといった特徴がある。超高サイクル疲労の研究は、その膨大な繰返し数のために疲労試験そのものに難しさが伴う。そのため 20 kHz という高周波数で試験片に負荷可能な超音波疲労試験機が超高サイクル疲労試験に活用される。

## 背景

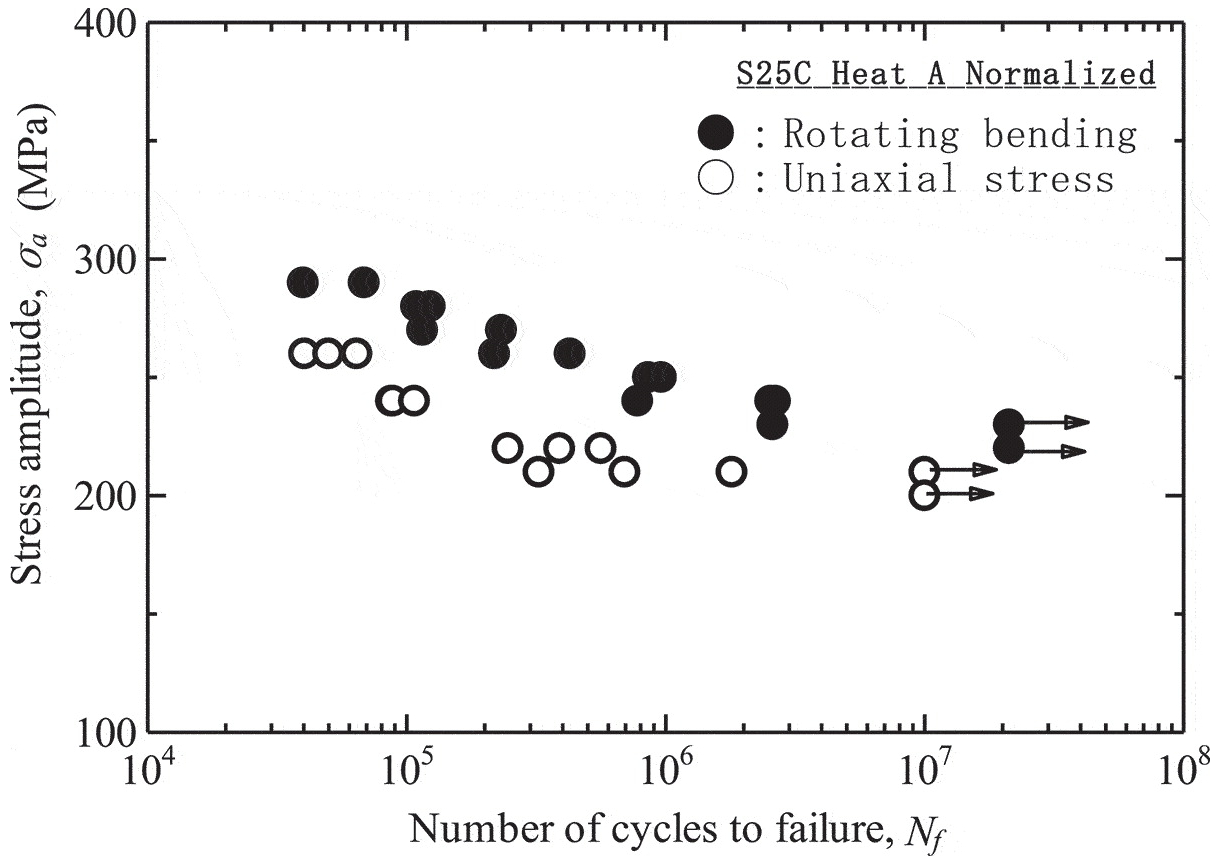
炭素鋼S25CのS-N曲線の例。繰返し数 10^{7} 回および 2 × 10^{7} 回までの結果。

材料の疲労とは、1回の負荷では破壊しないような小さな荷重あるいは応力であっても、繰返し負荷すると破壊を起こす現象である。疲労試験などで一定振幅の繰返し負荷を加え、その負荷（一般的には応力振幅）と破断までの繰り返し数の関係をプロットした線図をS-N曲線という。破断までの負荷繰返し数で疲労の種類を分けると、繰返し数 104 回または 105 回以下の疲労破壊は低サイクル疲労と呼ばれ、繰返し数 105 回以上・107 回以下の疲労破壊は高サイクル疲労と呼ばれる。
炭素鋼のような鋼材が室温・非腐食性雰囲気下にあるとき、繰返し数 106 回から 107 回のあいだ辺りでS-N曲線は折れ曲がって水平となり、それ以上負荷を繰り返しても疲労破壊することはないと通常は見なされる。いくら繰り返しても疲労破壊しないとされる応力の最大値を疲労限度といい、一般的には鋼の疲労限度は 107 回までの疲労試験で決定できるとされる。この疲労限度を用いて機器の疲労寿命評価が行われる。多くの金属材料も、107 回までの寿命域を対象にして疲労特性が調べられてきた。
しかしながら高強度鋼や表面硬化鋼では、107 回を超える寿命域でも疲労破壊が生じ、疲労強度がこの寿命域でさらに低下することがある。繰返し数 107 回を超えて起きる疲労破壊は超高サイクル疲労（英: very high cycle fatigue, VHCF）と呼ばれる。超高サイクル疲労は超長寿命疲労やギガサイクル疲労（英: gigacycle fatigue）といった名でも知られる。「ギガ」は 109 を意味し、ギガサイクル疲労は 109（十億）回に相当する繰返し数の疲労を意味する。現実の製品を例にすると、約10年の使用で、自動車のエンジンや駆動部の部品では 108 回相当以上の繰返し数が、新幹線の車軸では 109 回相当の繰返し数が負荷され得る。
こういった 108 回を超えるような寿命が求められる機械・構造物の存在を背景に、超高サイクル域での疲労挙動や超高サイクル疲労に対する安全な許容限度の解明が求められている。また、さらなる高強度材料の開発も、超高サイクル疲労研究の必要性を後押ししている。歴史的には、1980年代後半から1990年代前半ごろに超高サイクル疲労の重要性が指摘され、現在に至るまでに研究が進められてきた。疲労研究の中では歴史は比較的浅いが、近年では高い関心が寄せられる研究テーマとなっている

## 特徴

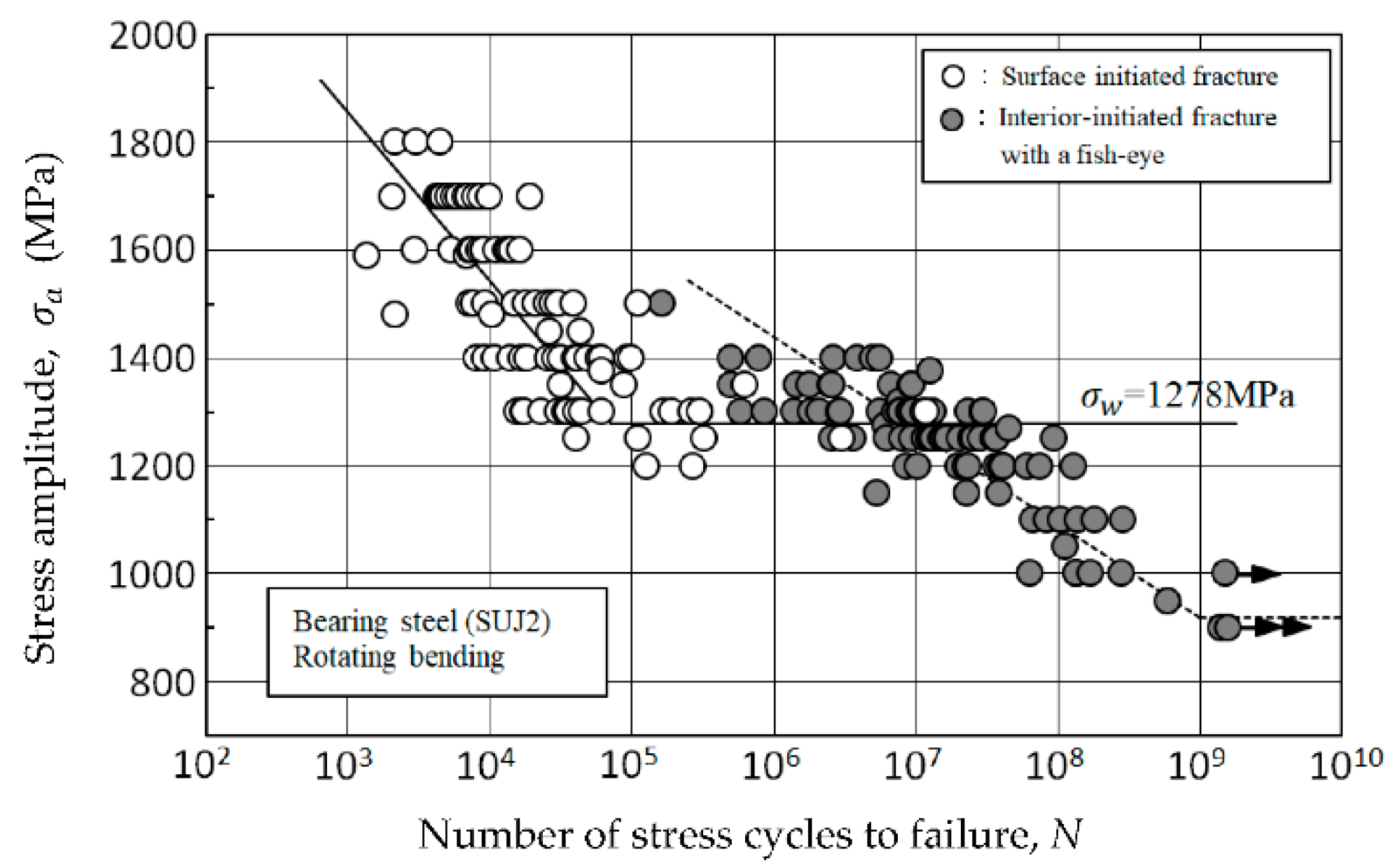
軸受鋼 SUJ2 の二重S-N曲線の例。

超高サイクル疲労における特徴や機構は材料によって異なる。一般的な疲労破壊では、材料の表面を起点にしてき裂が発生し、それが進展して破壊に至ることが多い。一方で、超高サイクル疲労の特徴として、低い応力・長い寿命の範囲で、材料の内部を起点として生じる疲労破壊が見られることが挙げられる。高強度鋼、表面硬化鋼、高強度鋳鉄、Ti-6Al-4Vのようなチタン合金などの超高サイクル疲労で、この内部起点型の破壊が起こる。高強度鋼などでは、表面起点型と内部起点型のそれぞれのS-N曲線が同居し、なおかつ内部起点型のS-N曲線が表面起点型よりも長寿命側にずれて存在するような様相のS-N線図になることが知られている。このような様相のS-N線図は二重S-N曲線（英: duplex S-N curve）ないし二重S-N線図、二重S-N特性と呼ばれる。二重S-N曲線の中間水平部分は、107 回までの疲労試験で決定できると考えられていたような従来の疲労限度に相当し、表面起点型のき裂が進展する下限値を意味する。この表面起点型き裂の下限値より低い応力でも内部起点型の疲労破壊が起こるため、二重S-N曲線のような疲労特性が生まれる。

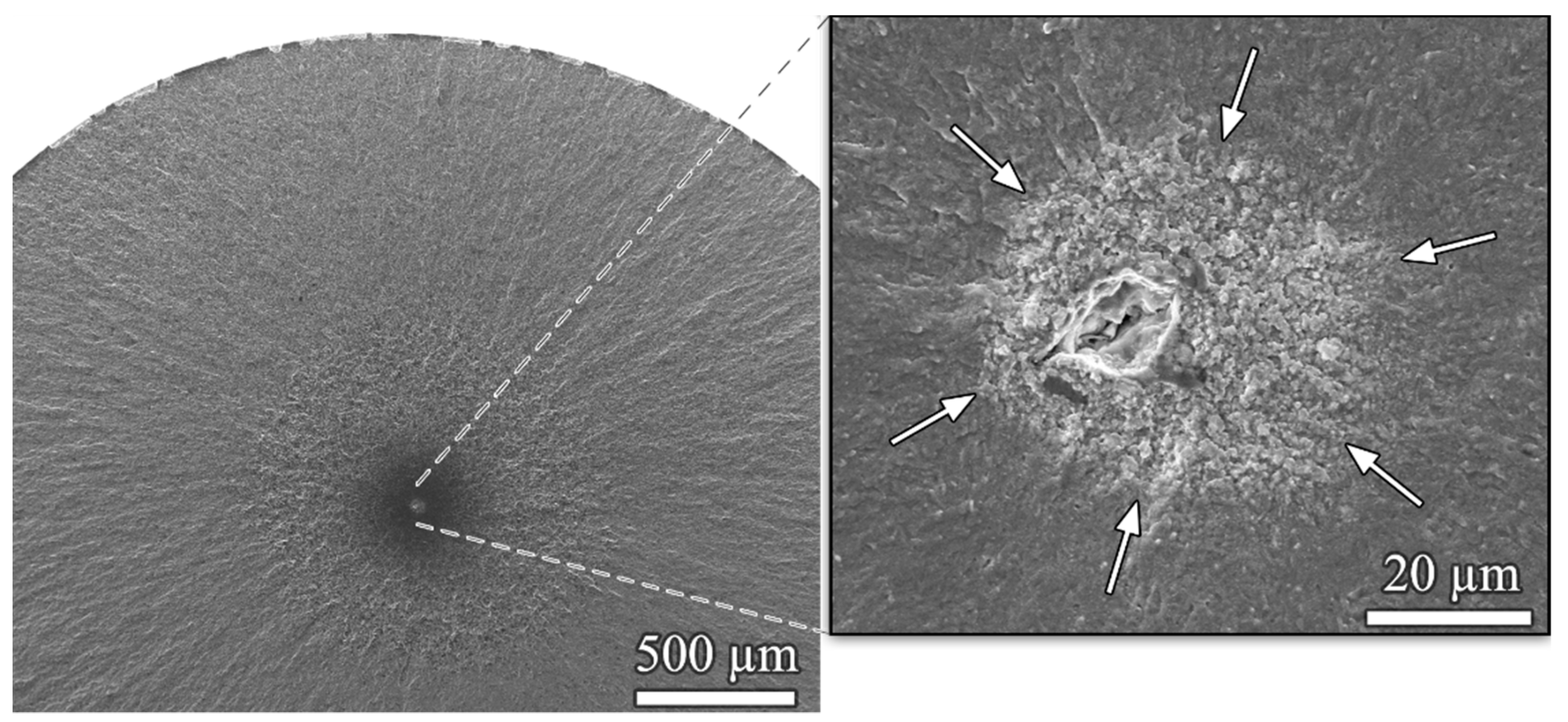
軸受鋼100Cr6における内部の介在物を起点とした超高サイクル疲労破面の例。試験条件は応力振幅 875 MPa、応力比 −1 で、破断までの繰返し数は 2.4 × 10^{9} 回。右図の矢印で囲まれた範囲が FGA 。

高強度鋼の内部起点型の超高サイクル疲労破壊では、一般的に材料材部の非金属介在物を起点とする。大きさが数 µm から数十 µm のAl2O3、CaO、TiN などの化合物が、起点となる鋼中の非金属介在物である。こういった介在物は製鋼の過程で含まれる。
介在物の周囲の破面には、微細な凹凸が顕著な領域が存在することが多い。この領域の大きさは介在物サイズのおおよそ2倍から6倍程度で、数十 µm 程度の規模である。この領域は、光学顕微鏡で観察すると暗く見えることからODA（英: Optically Dark Area）と呼ばれたり、走査型電子顕微鏡で観察すると白く輝いて見えることからGBF（英: Granular Bright Facet）と呼ばれたり、細粒状の領域であることからFGA（英: Fine Granular Area）と呼ばれたりする（以下、便宜的に本記事ではFGAと呼ぶ）。FGAは、表面起点で疲労破壊した破面や、106 回未満の短寿命域で内部破壊した場合の破面には存在しないことから、超高サイクル疲労の大きな特徴に位置づけられる。
FGAは超高サイクル疲労を理解する鍵と目されているが、その形成メカニズムはいくつかの説が提案されている段階で、研究者間での統一的見解はまだ確立していない。提案されている形成メカニズムとしては以下のものがある。
- 介在物周辺にトラップされた水素が繰返し応力と連成し、き裂形成を助長することでFGAが形成されるという説[34][37]
- 介在物周辺に存在する微細炭水化物が剥離することで多数の微小なき裂が生まれ、連結・合体することでFGAが形成されるという説[37][38]
- 介在物周辺の結晶組織が微細化することで空隙・剥離が生まれ、これらが連結・合体することでFGAが形成されるという説[39][36][37]
- 破面の叩き合いが大気が欠如した環境下で長期間なされることでFGAが形成されるという説[33]

さらに、破面の介在物およびFGAの周囲には、比較的平坦な円形の領域が存在する。この模様は、魚の目玉のように見えることからフィッシュアイ（英: fish-eye）と呼ばれる。フィッシュアイの領域は、介在物を起点に始まった疲労き裂が進展していった跡と考えられている。フィッシュアイの大きさは、0.5 mm から 1 mm 程度であることが多い。フィッシュアイの外形線は、き裂進展速度の変化で形成されると考えられている。

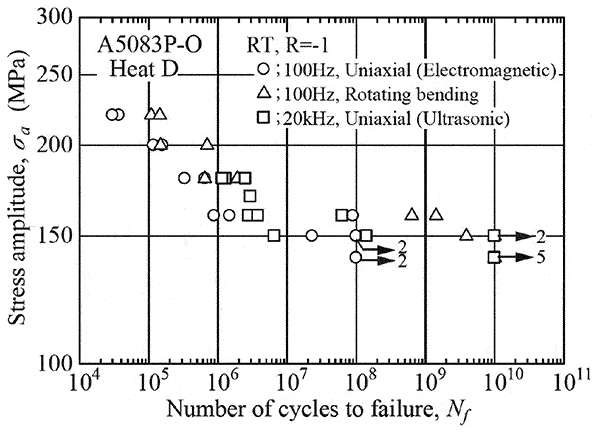
アルミニウム合金 A5083P-O のS-N曲線の例。この材種では 10^{10} 回でも破壊しない疲労限度が観察される。

超高サイクル疲労領域でも破壊の起点となる場所は材料によって異なり、介在物以外が起点になることもある。Ti-6Al-4Vのようなチタン合金も内部破壊で超高サイクル疲労破壊が起こる材料だが、介在物よりもα粒やα/β界面などが起点となる。鋳鉄では、微小な引け巣や黒鉛が起点となる。純金属材料などでは、超高サイクル疲労破壊であっても表面起点が主である。マグネシウム合金では双晶やすべり帯の形成が発生起点となる。アルミニウム合金は疲労限度が存在しない材料と従来いわれてきたが、1010 回までの超高サイクル疲労試験から、材種によってはアルミニウム合金でも疲労限度が存在することが報告された。
内部起点型の超高サイクル疲労は、破壊が材料の内部から生じるゆえに破壊過程を捉えることは極めて困難であり、発生メカニズムに関して不明な点が残されている。とくに、鉄鋼材料と比較すると非鉄金属材料の超高サイクル疲労研究成果はまだ限られている。

## 試験技術
超高サイクル疲労の試験において問題となるのが、疲労試験の長期化である。従来使われている一般的な疲労試験機の試験速度（荷重繰り返し周波数）は、数十 Hz 程度である。例えば 50 Hz で疲労試験を行った場合、109 回の繰返し数を負荷するには200日以上の時間を要する。さらに、S-N曲線を割り出すには複数回の試験を要するので、試験完了までには数年がかかる。こういった試験自体にかかる莫大な時間と手間は超高サイクル疲労の研究上の困難の一つで、この問題を解決する試験技術の開発自体も超高サイクル疲労研究の一部を成している。

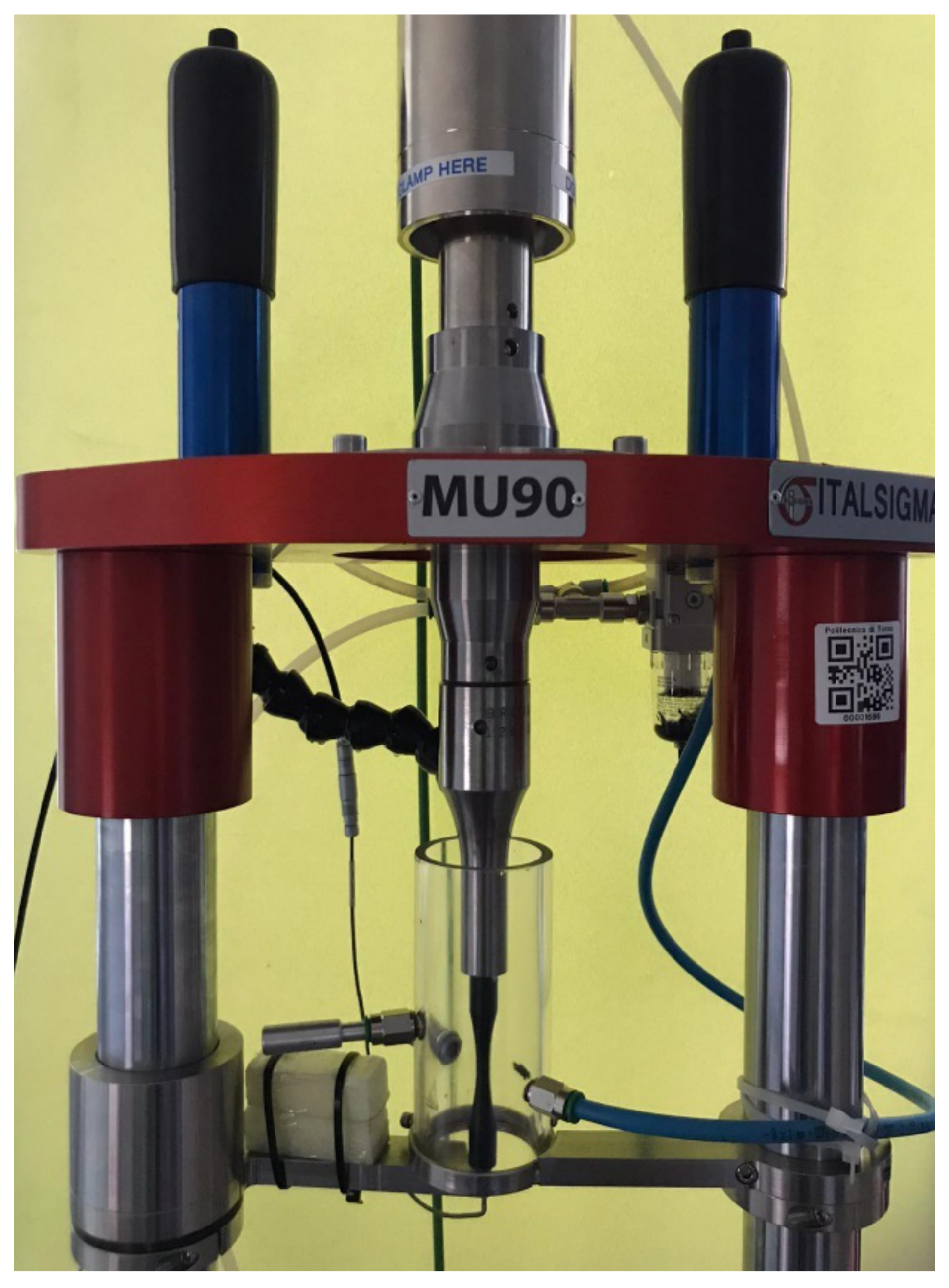
超音波疲労試験機の例。試験片発熱の抑制は空冷による。

超高サイクル疲労試験の時間とコストを減らし、極めて有効な試験方法と目されるのが超音波疲労試験である。超音波疲労試験では、ピエゾ素子を使って生み出した超音波弾性波を試験片に伝え、試験片を高周波で共振させ、共振変形から生み出される応力を試験片に与える。超音波疲労試験機で与えられる試験速度は、現実の諸条件の制約もあって 20 kHz 程度に設定されることが多い。20 kHz で疲労試験を行った場合、109 回の繰返し数を負荷するのに 14 時間程度しかかからない。1010 回までかけたとしても、所要試験時間は 6 日程度で済む。従来型疲労試験機では困難だった超高サイクル疲労試験も、超音波疲労試験機によって容易に実行可能となる。
しかし一方で、超音波疲労試験の 20 kHz という繰返し速度は、あまりに速いゆえに特有の問題も引き起こす。超音波疲労試験では、高速変形による試験片の発熱が避けられない。試験片への冷風吹き付けや、中断を挟みながらの試験といった冷却法の確立が求められる。また、一般的に疲労試験の繰返し速度を上げていくと、金属材料の疲労限度は上昇し、S-N曲線も長寿命寄りに移動することが知られている。材料によっては繰返し速度の影響は小さい又は見られない結果も得られているが、超音波疲労試験の結果を繰返し速度が低い試験結果と常にはまとめて取り扱えないことには注意を要する。日本では金属材料の超音波疲労試験方法がまとめられ、WES 1112 として規格化されている。
超音波疲労試験以外の超高サイクル疲労試験方法としては、繰返し速度は 100 Hz 以下だが6本や4本といった複数の試験片を同時に疲労試験可能にすることで効率を上げる試験機の開発がある。従来型疲労試験機を用いる場合には、多数の機関が共同して手分けして試験を行い、全体としての試験時間を短縮するような企画が組まれることもある。
また、内部起点型の超高サイクル疲労では、材料内部のき裂進展挙動を直接観察することができない。変動応力でビーチマークを残す手法や、高輝度放射光によるイメージング法で、内部起点のき裂の発生・進展（da/dN-ΔK関係）を実測した研究報告がある。